# Vesta (fusée)
Pour les articles homonymes, voir Vesta (homonymie).

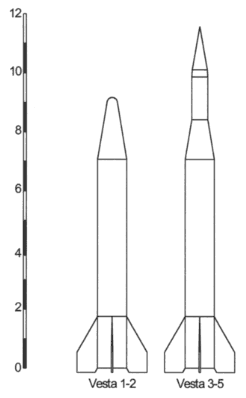
Vesta

La fusée-sonde Vesta est un engin conçu en 1962 par le LRBA, laboratoire de recherche de l'Armée française spécialisé dans le développement des fusées à propulsion liquide. La fusée Vesta a été développée à la suite d'une commande du CNES pour permettre d'envoyer des expériences plus lourdes et à des altitudes plus élevées que la fusée-sonde Véronique, un développement précédent du LRBA utilisé à l'époque.
La fusée Vesta est propulsée par un moteur de 160 kN de poussée consommant de l'acide nitrique et de l'essence de térébenthine. Haute de 10,2 m, d'un diamètre de 1 m et pesant 5,1 tonnes (sans sa charge utile), elle peut envoyer 500 kg à 400 km d'altitude.
Cinq fusées Vesta ont été lancées entre 1965 et 1969 depuis le site d'Hammaguir et la base de Kourou (dernier tir). Les deux premiers tirs étaient simplement destinés à vérifier le bon fonctionnement de la fusée ; les trois derniers lancements emportaient des expériences scientifiques.
Son initiale V lui vient de la ville de Vernon.